# Roatán (eiland)
Roatán is het grootste eiland van de Baai-eilanden, een eilandengroep voor de kust van Honduras. Het eiland is ongeveer 60 km in lengte en 8 km op het breedste deel; het ligt tussen de eilanden Utila en Guanaja. Hoofdplaats is Coxen Hole, gelegen op het zuidwesten van het eiland.
Het is een belangrijke duikbestemming in Honduras. De spitssnuitslang Oxybelis wilsoni is endemisch op dit eiland en komt nergens anders ter wereld voor.